# BusinessInfo.cz
BusinessInfo.cz je oficiální státní internetový portál pro podnikatele. Funguje od roku 2001 v rámci činnosti státní agentury agentury CzechTrade, která podléhá Ministerstvu průmyslu a obchodu. Účelem portálu je poskytovat drobným, malým a středním podnikatelům veškeré základní informace pro jejich činnost, respektive je nasměrovat k dalším relevantním zdrojům. Portál soustřeďuje obrovské množství informací, které dílem centralizuje od jednotlivých partnerů v rámci státní správy, dílem od partnerů z prostředí oborových sdružení a dílem vlastní činností redakce.
V první dekádě své existence se postupně stal vlajkovou lodí komunikace státní správy s podnikateli. V druhém desetiletí 21. století pak prošel dalším dynamickým vývojem z hlediska strukturalizace publikovaných informací, vizuálního stylu, technologického zázemí i komunikace redakce s uživateli. Redakci portálu víc než jedno desetiletí zajišťovala společnost NEXUS Group. V roce 2013 převzala provoz obsahové části portálu Mladá fronta, která pak tendr na redakční služby vyhrála i v roce 2017. Po jejím krachu v roce 2021 vyhrála tendr na provoz redakčních služeb CMI News, společnost z holdingu EPH Daniela Křetínského. Na konci roku 2021 oslavil portál BusinessInfo.cz 20 let své existence.

## Stručný životopis portálu
- 2000 Vznik ideového záměru budoucího portálu pro podnikatele v gesci Ministerstva průmyslu a obchodu (MPO).
- 2001 Dne 9. září byla zaregistrována internetová doména BusinessInfo.cz. Dne 15. prosince byl portál BusinessInfo.cz zpřístupněn v testovacím režimu.
- 2002 Začátkem roku proběhla tisková konference MPO k oficiálnímu představení portálu.
- 2003 Prezentace státního podnikatelského portálu proběhla na 6. konferenci Internet ve státní správě a samosprávě.
- 2004 Vznik první anglické verze portálu pro zahraniční subjekty se zájme o podnikání v ČR, případně usilující o spolupráci s českými firmami.
- 2005 Vznik samostatné rubriky Teritoriální informace pro prvních 80 zemí světa (pro exportéry). Pro podnikatele působící v rámci České republiky začal portál jako jeden z prvních zpřístupňovat elektronické formuláře státní správy.
- 2006 Portál byl poprvé představen v České televizi, a to v Podnikatelském servisu POKR. Z technického hlediska se portálu ve stejném roce věnoval webdesignový online magazín Interval.cz.
- 2007 Vznik nové rubriky Orientace v právních úkonech, která zpřehledňuje postupy krok za krokem v jednotlivých životních situacích podnikatele.
- 2008 Portál BusinessInfo.cz se umístil na 4. místě v anketě Křišťálová Lupa 2008. Místopředseda Evropské komise Günter Verheugen, odpovědný za podnikovou a průmyslovou politiku EU, uvedl v roce 2008 portál BusinessInfo.cz jako významný evropský příklad kvalitní informační podpory státu vůči podnikatelům.
- 2010 Portál BusinessInfo.cz se umístil na 3. místě v anketě WebTop100 digitální agentury PragueBest.
- 2014 Dosavadní komunikaci s čtenáři přes e-mail a diskuzní fóra na webu začala redakce alternovat a nahrazovat využíváním sociálních sítí. Ve stejném roce portál také vytvořil několik prvních zkušebních videomateriálů ve spolupráci s Metropol TV.
- 2018 Přímo v režii portálu vzniká samostatný videopořad Exportní zrcadlo. Zčásti prezentuje úspěšné exportéry, zčásti je tvořen rozhovory s úspěšnými podnikateli na tuzemském trhu. Obsah je dostupný i ve formě podcastu. Pořadem provází Martin Zika, bývalý šéfredaktor portálu z let 2014–2016.
- 2019 Vzniká druhý samostatný videopořad Podnikatelský kompas. Svým obsahem cílí jak na začínající podnikatele, tak i na podnikatele fungující, které však zajímá další rozvoj, inovace a strategické plánování v oblasti drobného, malého a středního podnikání. Spolutvůrcem a průvodcem pořadu je Zdeněk Bauer, mezioborový konzultant a lektor.
- 2020 V období pandemie koronaviru se stal portál BusinessInfo.cz jednou z klíčových informačních platforem, která pro české podnikatelé a širší veřejnost průběžně zveřejňovala nejaktuálnější informace o pandemii covid-19. Díky robustnosti nového cloudového řešení portál bez výpadků zvládal obrovský nápor uživatelů.
- 2021 Portál BusinessInfo.cz začal zpřístupňovat právně ověřené vzory nejrůznějších smluv pro podnikatelský sektor. Jako doplňkový materiál pro exportní příležitosti vznikl magazín ExportMag.cz.[7]